# Liste der australischen Hochkommissare in Papua-Neuguinea
Die australische Hochkommission befindet sich in der Godwit Road, Port Moresby.
| Ernannt       | Name                        | Bemerkungen | ernannt während der Regierung von | akkreditiert während der Regierung von | Posten verlassen |
| ------------- | --------------------------- | --- | --------------------------------- | -------------------------------------- | ---------------- |
| 1949          | Jack Keith Murray           | | Robert Menzies                    | Robert Menzies                         | 1952             |
| 1952          | Donald Cleland              | | Robert Menzies                    | Robert Menzies                         | 1966             |
| 23. Dez. 1966 | David Hay                   | | Harold Holt                       | Harold Holt                            | 1970             |
| 1970          | Leslie Wilson Johnson       | | John Gorton                       | John Gorton                            | 1973             |
| 1973          | Leslie Wilson Johnson       | | Gough Whitlam                     | Gough Whitlam                          | März 1974        |
| März 1974     | Tom Critchley               | | Gough Whitlam                     | Gough Whitlam                          | 16. Sep. 1975    |
| 16. Sep. 1975 | Tom Critchley               | | Malcolm Fraser                    | Michael Somare                         | 1978             |
| 1978          | Gerry Nutter                | 1975–1978: Botschafter in Manila, 22. April 1985 – 10. März 1988 Botschafter in Rom.                                                                      | Malcolm Fraser                    | Michael Somare                         | 1981             |
| 1981          | Robert Nivison Birch        | (* 6. März 1927 in Armidale) Sohn von T. J. Birch, 1968 High Commissioner in Suva (Fidschi)                                                               | Malcolm Fraser                    | Julius Chan                            | 1984             |
| 1984          | Michael John Wilson         | (* 3. April 1928) Sohn von G. C. Wilson, M.A. 1980–1984: Botschafter in Belgrad gleichzeitig in Bukarest und Sofia akkreditiert, 1988 Botschafter in Wien | Bob Hawke                         | Michael Somare                         | Okt. 1986        |
| Okt. 1986     | Lance Louis Ettelson Joseph | (* 26. Juli 1937), 1993 Botschafter in Rom | Bob Hawke                         | Paias Wingti                           | Apr. 1989        |
| Apr. 1989     | Allan Taylor                | | Bob Hawke                         | Rabbie Namaliu                         | 1993             |
| 1993          | Bill Farmer                 | [ 2 ] | Paul Keating                      | Paias Wingti                           | 9. Dez. 1995     |
| 9. Dez. 1995  | David Irvine                | | Paul Keating                      | Julius Chan                            | 1999             |
| 19. Mai 1999  | Nick Warner                 | | John Howard                       | Mekere Morauta                         | 2003             |
| 2003          | Michael Potts               | [ 3 ] | John Howard                       | Michael Somare                         | 23. Nov. 2006    |
| 23. Nov. 2006 | Chris Moraitis              | (* 10. Januar 1962 in Melbourne) Sohn von Anastasia Lalopoulos und Theodoras Moraitis ed. Essendon Gram.                                                  | John Howard                       | Michael Somare                         |                  |
| 12. Jan. 2010 | Ian Kemish                  | (* 1961) im März 2006 in Berlin akkreditiert, Ian wurde am 12. Januar 2010 zum australischen Hochkommissar in Papua-Neuguinea.                            | Julia Gillard                     | Michael Somare                         | 1. März 2013     |
| 18. März 2013 | Deborah Stokes              | [ 4 ] | Kevin Rudd                        | Peter O’Neill                          |                  |